# Poisson-papillon jaune
Chaetodon auriga
Espèce
Synonymes
- Anisochaetodon auriga (Forsskål, 1775)
- Chaetodon auriga setifier (Bloch, 1795)
- Chaetodon lunaris Gronow, 1854
- Chaetodon satifer Bloch, 1795
- Chaetodon sebanus Cuvier, 1831
- Chaetodon setifer Bloch, 1795
- Linophora auriga (Forsskål, 1775)
- Pomacantrus filamentosus Lacepède, 1802
- Pomacentrus setifer (Bloch, 1795)
- Sarothrodus auriga (Forsskål, 1775)
- Tetragonoptrus auriga (Forsskål, 1775)
- Tetragonoptrus setifer (Bloch, 1795)

Statut de conservation UICN

 LC  : Préoccupation mineure
Le Poisson-papillon jaune ou Poisson-papillon cocher (Chaetodon auriga) est une espèce de poissons de la famille des Chaetodontidae. On le trouve dans l'océan Indo-Pacifique et dans la mer rouge. Il peut mesurer 18 cm et mange des crustacés, des algues et des polypes coralliens.

## Description

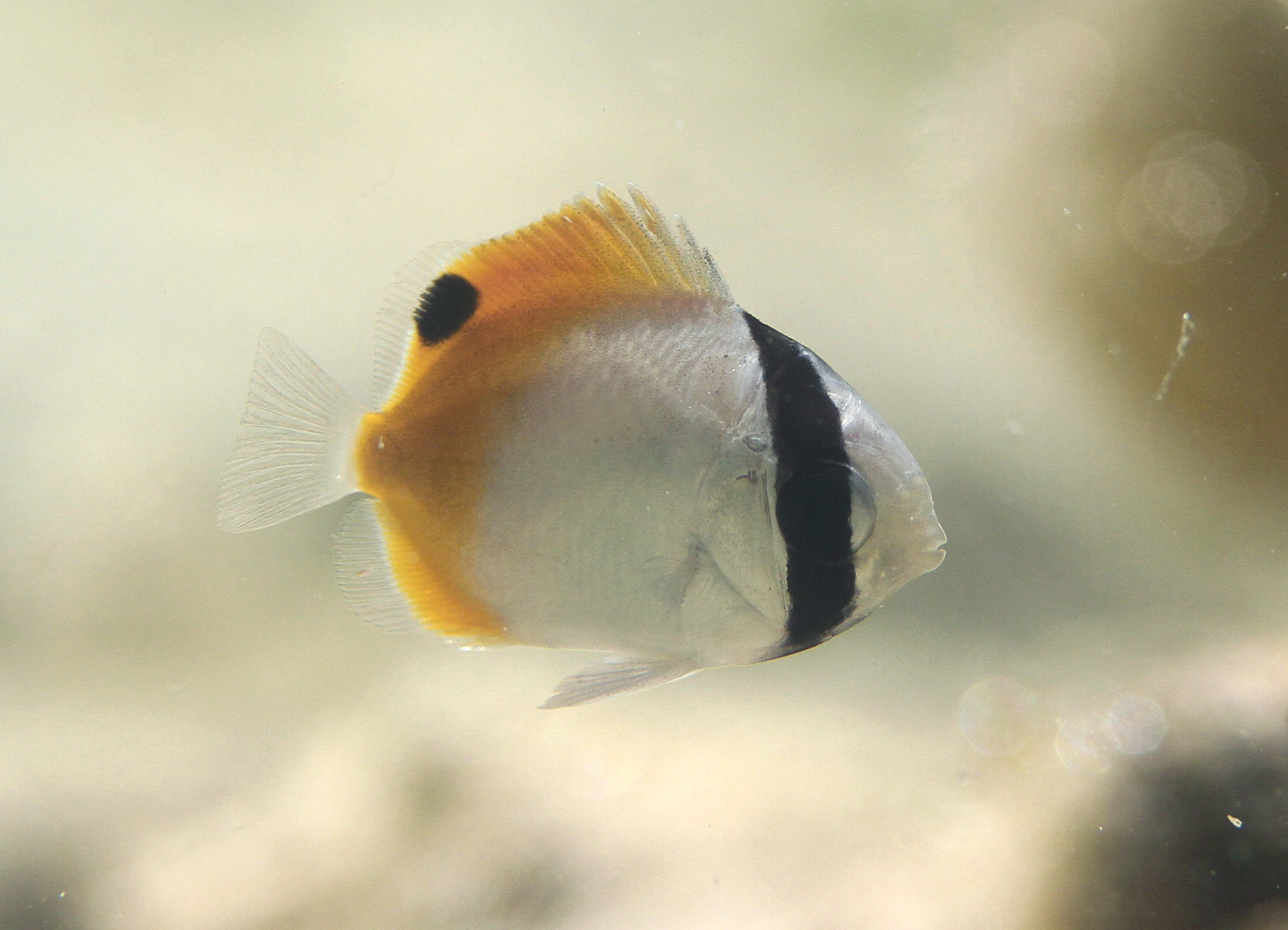
Juvénile.
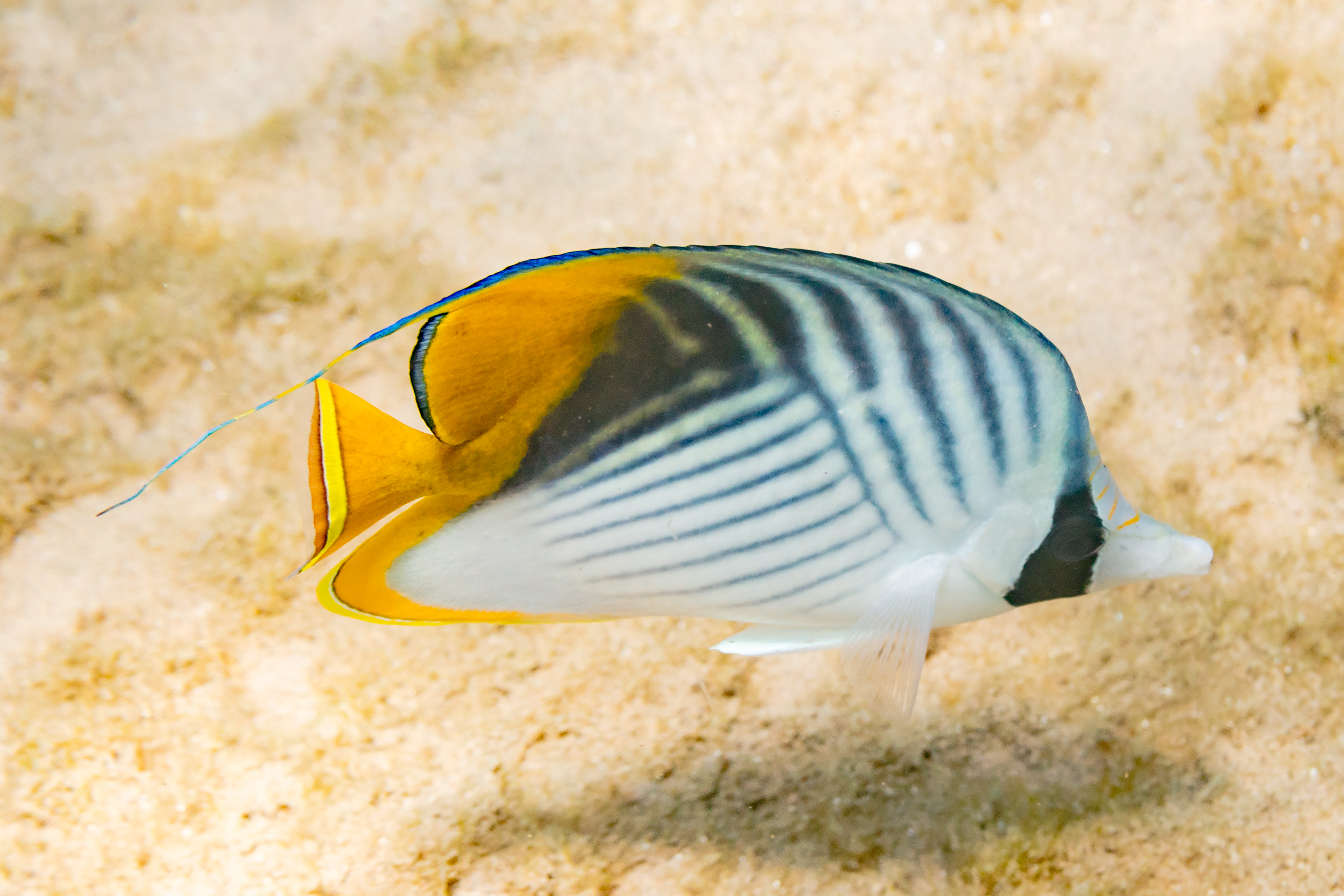
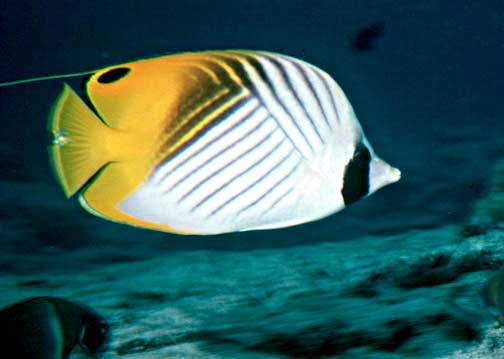
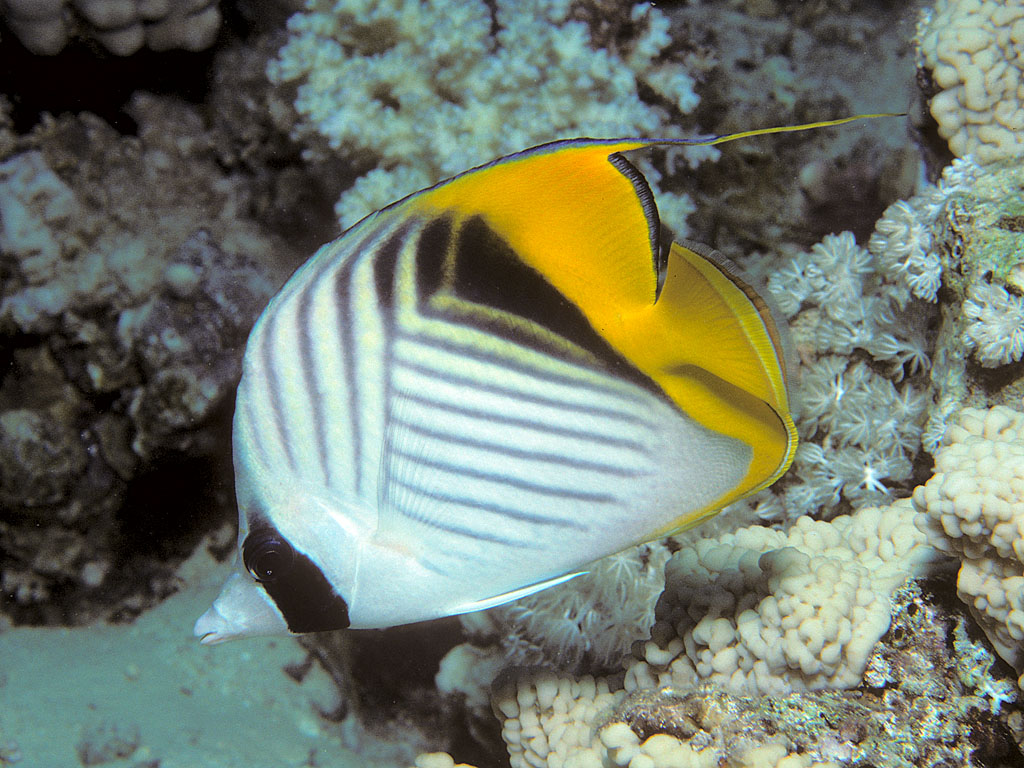
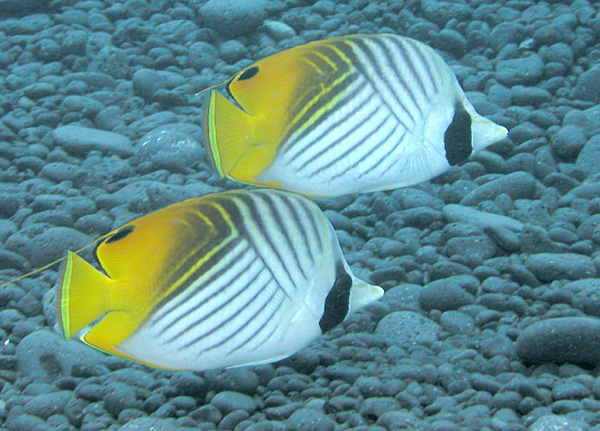